# Geral do Grêmio
A Geral do Grêmio é uma barra brava brasileira do Grêmio Foot-Ball Porto Alegrense. Criada em 2001, foi a primeira barra brava do Brasil, é considerada a maior torcida do clube e umas das torcidas mais fanáticas do país.

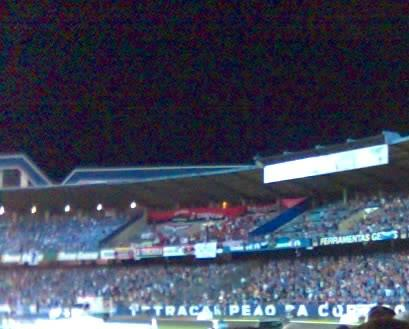
A Geral no Estádio Olímpico Monumental

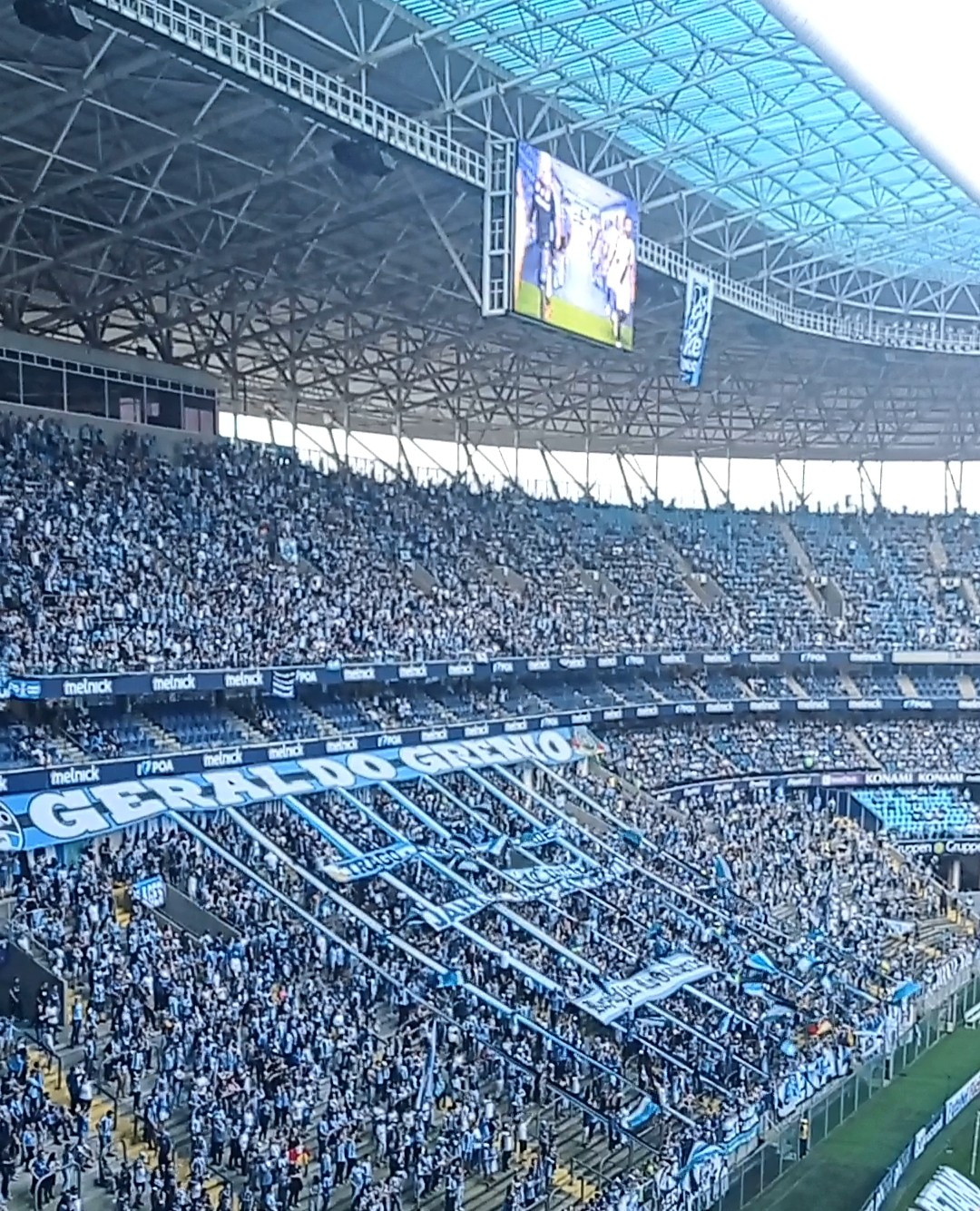
A Geral na Arena do Grêmio

## História
A Geral do Grêmio é a torcida precursora no Brasil nos padrões barra brava, estilo típico de torcidas da América do Sul. Já foi conhecida, erroneamente, pelo nome de Alma Castelhana.
Influenciados por ela, surgiram dezenas de outros movimentos semelhantes de torcedores de grandes clubes do futebol brasileiro. Sua mobilização e apoio no ano de 2005 foi fundamental para o retorno do Grêmio à Série A do Campeonato Brasileiro.

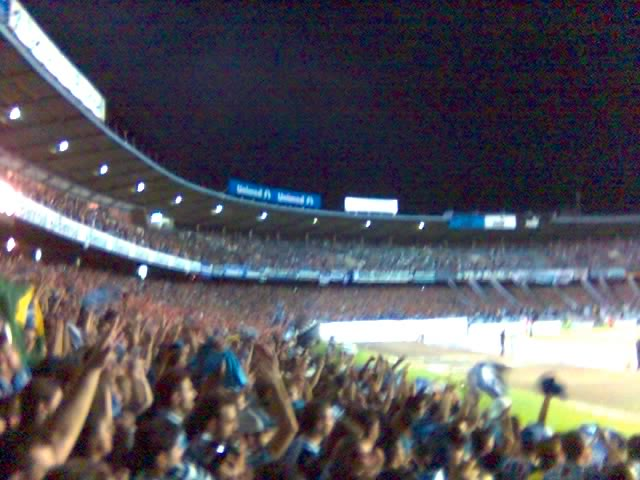
Ao fundo a Geral do Grêmio

A Geral do Grêmio é uma das maiores barra bravas do Brasil no que tange a número de torcedores: são cerca de cinco mil e quinhentos gremistas que ocupam o espaço destinado à mesma todos os jogos na Arena do Grêmio. Com o crescimento da torcida, um filme sobre a Geral do Grêmio foi gravado no ano de 2012, com seu lançamento sendo realizado no pátio do Estádio Olímpico Monumental em uma tarde de jogo do Grêmio.

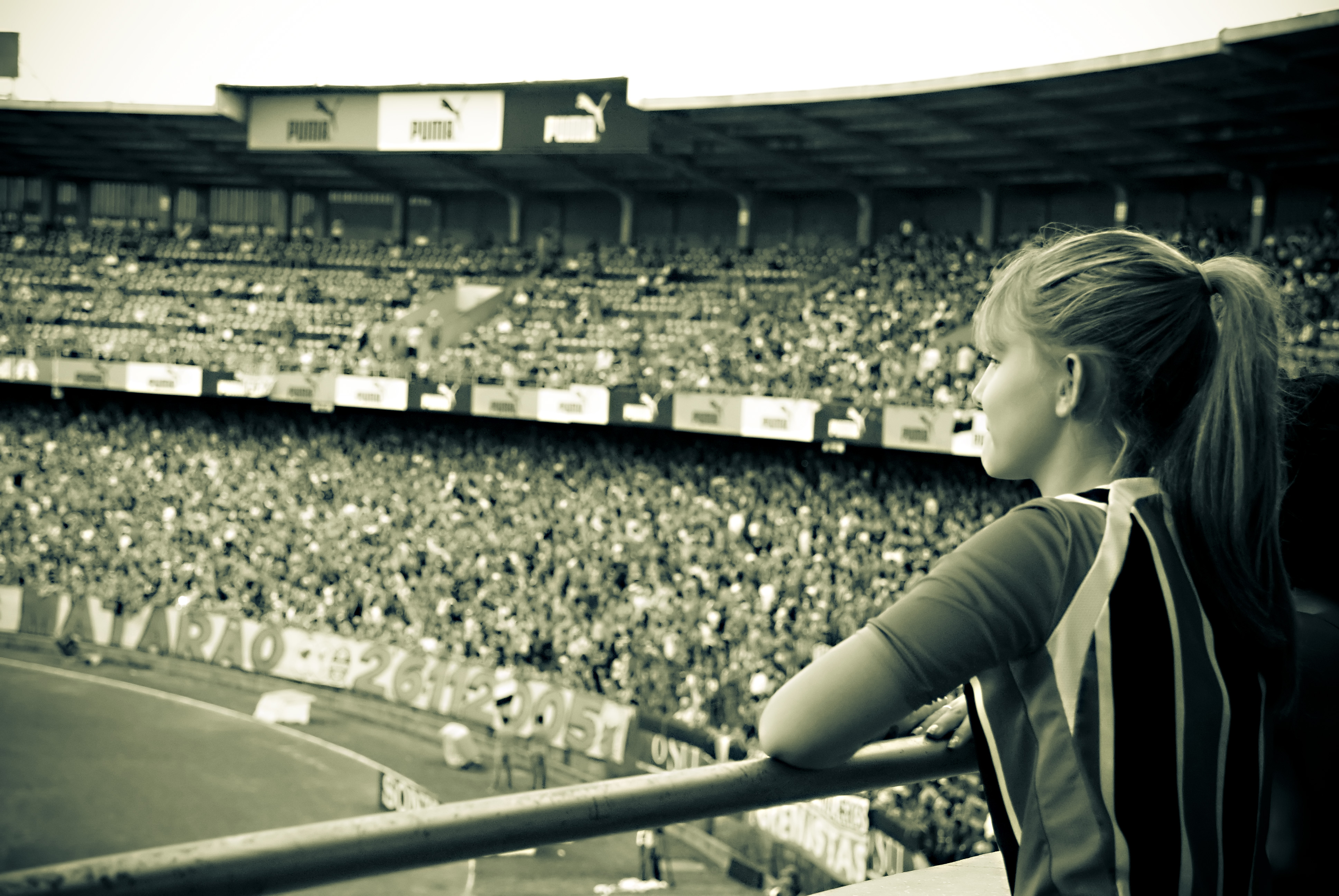
Grêmio x Sapucaiense em 2008

## Características
- A Geral do Grêmio é uma torcida de livre adesão, o que significa que não cobra mensalidade, não possui uniforme, nem controle de quem participa, e conta com as mais variadas faixas (barras), bandeiras e trapos (panos pendurados que exaltam o time e seus ídolos) que são confeccionados e colocados no estádio pelos próprios torcedores.
- A torcida usa seus instrumentos e suas músicas para incentivar o clube mesmo quando está perdendo, outra característica das torcidas da América do Sul.
- No antigo Estádio Olímpico Monumental a cada gol do Grêmio, a torcida corria arquibancada abaixo. Esse tipo de comemoração é chamado de "avalanche". Em 2012 após o término da última partida do Grêmio no Estádio Olímpico pelo Campeonato Brasileiro de 2012 toda a torcida presente no estádio fez o movimento da avalanche. Na Arena do Grêmio, esse movimento foi proibido após um incidente no jogo contra a LDU no dia 30 de janeiro na pré-libertadores 2013, onde o alambrado cedeu e alguns torcedores ficaram feridos.
- Atualmente a Geral se posiciona no setor norte da Arena do Grêmio.

## Amizades
Argentina
- La Banda Tricolor do Club Almagro
- La Barra del 95 do Racing Club
- La Guardia Imperial do Racing Club

Brasil
Região Sul
- Império Alviverde do Coritiba

Região Sudeste
- Mancha Alviverde do Palmeiras
- Torcida Uniformizada (TUP) do Palmeiras
- Pork's Alviverdes do Palmeiras
- Guerreiros do Almirante do Vasco
- Ira Jovem do Vasco
- Força Jovem do Vasco
- Galoucura do Atlético Mineiro
- Movimento 105 Minutos do Atlético Mineiro

Região Centro-Oeste
- Força Jovem do Goiás

Região Nordeste
- Torcida Garra Alvinegra do ABC
- Movimento Organizado Força Independente do Ceará
- Cearamor do Ceará
- Torcida Uniformizada Terror Tricolor do Bahia
- Torcida Organizada Bamor do Bahia
- Torcida Jovem Fanáutico do Náutico
- Mancha Azul do CSA

Região Norte
- Torcida Uniformizada Terror Bicolor do Paysandu
- Facção Jovem do Paysandu

Colômbia
- Comandos Azules do Millonarios
- Los Del Sur do Atlético Nacional

Uruguai
- La Banda del Parque do Club Nacional de Football, amizade esta que além de grande e duradoura, inclui a presença constante de membros de ambas torcidas nos estádios da outra e confraternizações sociais.

Chile
- Los de Abajo do Universidad de Chile

## Controvérsias

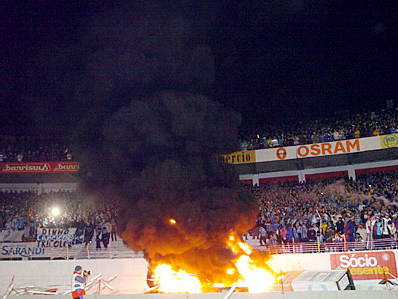
Membros da Geral do Grêmio ateiam fogo no Estádio Beira-Rio durante um Grenal em 2006

Desde os seus primórdios, a torcida da Geral se caracterizou por conflitos tanto com torcidas rivais, seja do Brasil ou da América do Sul, como com a polícia.
No Grenal 366, torcedores incendiaram banheiros químicos no Estádio Beira-Rio (estádio do seu rival Internacional). Muitos episódios extra-campo colaboraram para uma visão de violência da torcida, a maioria deles confrontos com a Guarda Popular do Inter, certamente a maior rival. Hoje, os atos violentos diminuíram consideravelmente, depois que alguns torcedores responderam inquérito policial e se afastaram da organização das atividades, para não prejudicar tanto a torcida como o clube.
No Grenal do dia 28 de agosto de 2011, cerca de 30 torcedores da Geral foram até o lado da torcida Velha Escola e entraram em confronto com seus integrantes. Logo em seguida, a briga se estendeu até a Torcida Independente Máfia Tricolor, uma das torcidas organizadas do Grêmio ainda em atividade. Com a chegada de alguns policiais, torcedores da Geral foram presos e levados ao Juizado Especial Criminal (JECrim).
A justiça determinou novo afastamento de determinados integrantes e puniu a Geral com jogos sem instrumentos, faixas e bandeiras.
Em dezembro de 2012, durante a inauguração da Arena do Grêmio, a barra se envolveu em mais uma confusão, que só foi parada com a intervenção da Brigada Militar. Na ocasião a Geral foi criticada com vaias e palavrões cantados por todos os outros setores do estádio, insultos tão altos que puderam ser ouvidos por todos que acompanhavam a partida pelo rádio ou pela televisão. No dia seguinte a Geral publicou uma nota pedindo desculpas pelo acontecimento.

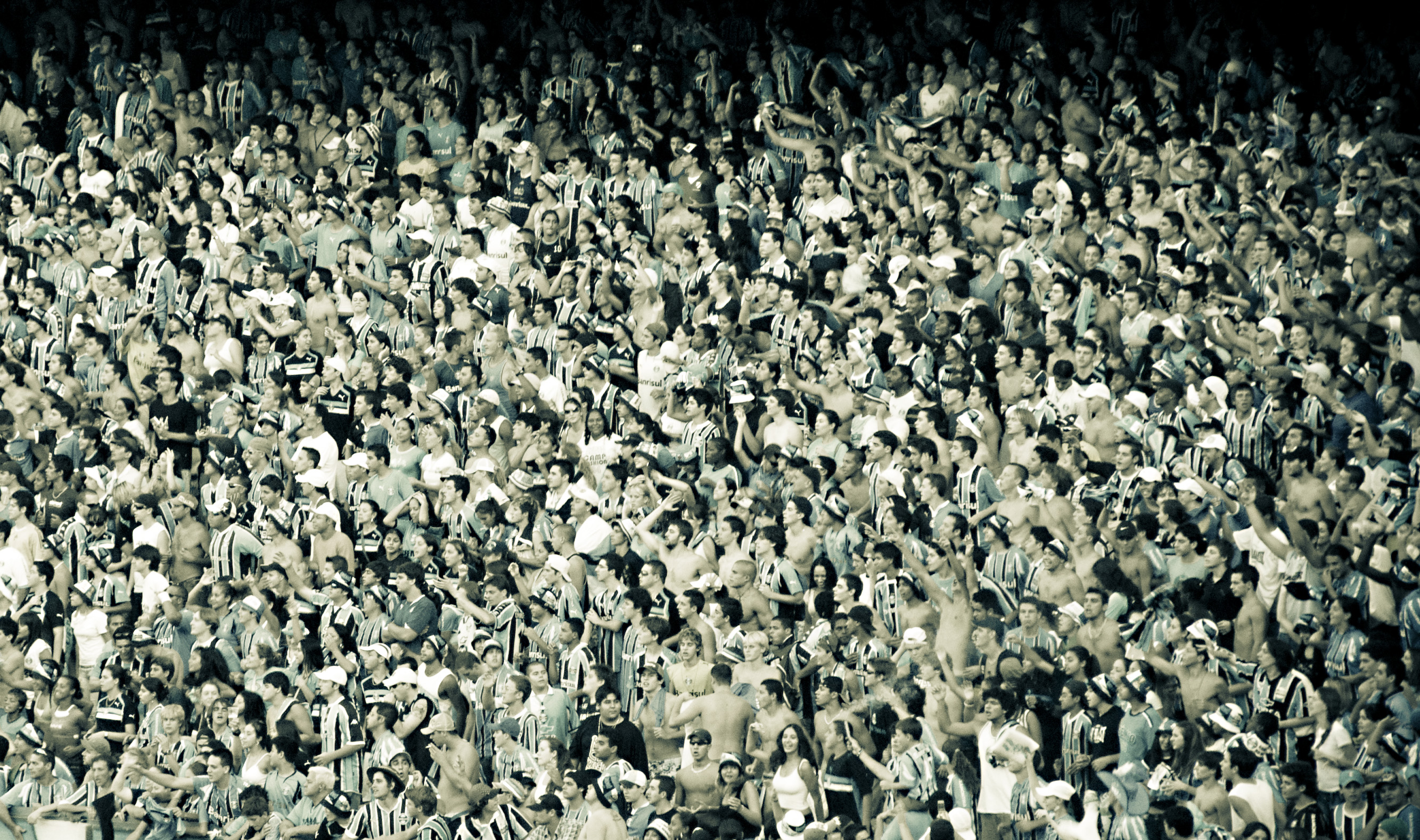
Torcida do Grêmio

Em 2013, a Geral novamente se envolveu em uma briga com a Guarda Popular do Inter, dessa vez em uma estação de metrô em Sapucaia do Sul, durante o confronto ambos os grupos, tanto de gremistas como de colorados, depredaram grande parte do local. Ninguém foi preso na ocasião.
Atualmente, a Geral tem seus instrumentos e Barras e trapos limitados pela Brigada Militar que proíbe sinais de fumaça, papel picado, entre outros materiais, mesmo com essa proibição ferindo o Estatuto do Torcedor.

## Linha do tempo

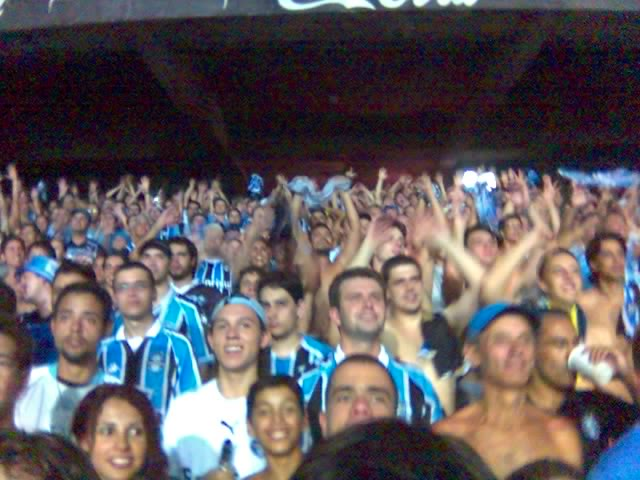
Torcida do Grêmio

- 2001 - Surge a Geral do Grêmio, chamada por alguns de Alma Castelhana, influenciada pelas torcidas da Argentina e Uruguai, mas ainda sem nome oficial. Os registros existentes indicam o surgimento da barra brava durante o Campeonato Gaúcho daquele mesmo ano, ainda no primeiro trimestre. Mais claramente foi um trapo (faixa) que ficava em uma das muretas do estadio, levado por um torcedor, Leandro "Negro" Scotto, que depois se juntou com Rodrigo "Alemão", Paulão, Fabiano Hubner e Leandro "tchê", estes dando inicio a Barra do Grêmio.
- 2005 - A Geral do Grêmio se consolida como a principal torcida do Grêmio, após uma longa interdição da CBF. Nessa época, a torcida já posicionava-se atrás da goleira próxima ao portão 10 do Olímpico.
- 2006 - Ano do incidente no Grenal 366, em que parte da torcida brigou com a polícia e a torcida rival, ateando fogo nos banheiros químicos do Estádio Beira-Rio, invadindo o setor destinado a torcida do Inter.
- 2007 - A torcida aumenta consideravelmente seus materiais (murgas, trapos, bandeiras etc.) para o acompanhamento dos jogos do Grêmio, atingindo seu auge junto a excelente campanha da equipe na Libertadores da América daquele ano.
- 2008 - O número total de barras (faixas verticais) chega a quatorze. A torcida ganha um bandeirão gigante com o seu nome (Geral) e um bandeirão menor da bandeira do Rio Grande do Sul. No final do ano, inicia-se um briga interna entre os líderes da torcida.
- 2009 - A torcida sofre um racha e grande parte de seus componentes segue um dos seus fundadores e líderes, Paulão, formando uma nova barra brava, a Velha Escola, que localiza-se no portão 18 - na goleira oposta -, criando uma espécie de "Geral Independente". São adicionados trapos (panos pendurados que exaltam o time) também entre as barras (faixas verticais). No final do ano, a torcida se reunifica voltando a ser como era antes, apesar de ainda existirem membros ativos da Velha Escola que se recusam a voltar para a Geral até os dias de hoje.
- 2011 - É criado, no final do ano, pelos sócios e conselheiros fundadores da Geral do Grêmio, o Movimento Grêmio da Torcida, com o objetivo de dar oportunidade ao torcedor gremista de participar e contribuir com a vida ativa da instituição. Trata-se de uma manobra para que a torcida da Geral permaneça apolítica quando se tratando de questões eleitorais do clube, sendo papel do Movimento tomar esse tipo de posicionamento, sem envolver a torcida da Geral como um todo, cujo único objetivo segue sendo apoiar o time incondicionalmente.
- 2013 - Logo após migrar para a Arena do Grêmio, a Geral vê o espaço popular criado no estádio com expectativas de dez mil lugares de capacidade e manutenção do movimento da avalanche ser alvo de novas leis impostas pelo Corpo de Bombeiros, que reduziram sua capacidade para cinco mil e quinhentas pessoas, sendo o setor tomado por para-avalanches, além da proibição de todo e qualquer tipo de trapo, papel picado e limitação de instrumentos.
- 2015 - A Geral com seus materiais liberados desde o fim de 2014, quebra cadeiras no estádio Beira-Rio na final do Campeonato Gaúcho e recebe uma punição da brigada Militar, mas depois de pouco tempo a BM libera a Geral, e no jogo contra o Joinville a Geral volta a usar barras,bandeiras 2M x 1,5 mais trapos,papel picado e muito mais instrumentos. A Geral é punida por 90 dias, a punição ocorreu por conta de relatos de janelas quebradas nos ônibus que fizeram o deslocamento dos visitantes para o Beira-Rio pro clássico Grenal 408, Os torcedores gremistas reclamaram nas redes sociais de superlotação nos veículos e truculência da polícia, com gás de pimenta sendo jogado para dentro dos coletivos. O que motivou o Grêmio a soltar uma nota oficial que afirmou que o"transporte restou precário" na ida ao Estádio Beira Rio. A torcida Geral do Grêmio também reclamou com uma nota oficial nas redes sociais.
- 2016 -  Em fevereiro de 2016, recebeu suspensão por mais 90 dias devido a outra briga, pelo Gauchão, em duelo contra o Novo Hamburgo, na Arena do Grêmio. No dia 22 de maio, após o fim da última punição, o Juizado aplicou mais 180 dias pelo tumulto  envolvendo a torcida e a Super Raça do Grêmio antes da partida contra o Flamengo na arena . A pena agora só termina em novembro deste ano. A pena à Geral foi ampliada por mais seis meses, com isso, a proibição de utilizar faixas, bandeiras, instrumentos e uniformes que a identifiquem a Geral do Grêmio em partidas poderá se estender por um ano. A geral consegue liberação de todos os materiais (murgas, trapos, bandeiras sinalizadores, bobinas, papel picado, etc.) para grande final da Copa do Brasil 2016 na Arena do Grêmio contra o Atlético Mineiro.